# Traité Herrán-Hay

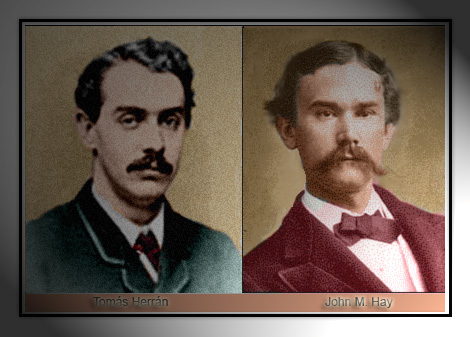
John M. Hay et Tomás Herrán.

Le traité Herrán-Hay est le traité international signé le 22 janvier 1903 entre le secrétaire d'État des États-Unis, John M. Hay et le diplomate colombien, chargé d'affaires par intérim, Tomás Herrán (en). Ce traité fut signé dans le but de construire un canal transocéanique qui unirait l'océan Atlantique et l'océan Pacifique en passant par l'isthme de Panama.
À la fin du XIXe siècle, tirer profit des isthmes d'Amérique centrale pour construire un canal transocéanique était une vraie chance pour l'ouverture de nouvelles voies commerciales. Après une longue série de tentatives non concluantes, le Panama fut le lieu choisi pour construire le canal, au frais des États-Unis. Le traité fut signé alors que survenaient divers évènements d'ordre politiques et économiques qui seront plus tard à l'origine de sa non-ratification.
Le texte du traité est composé de 28 articles sans subdivisions, eux-mêmes accompagnés d'une annexe légitimant les signataires. Les articles fixent les différentes conditions du développement de l'octroi en précisant les dispositions de renoncement partiel de souveraineté, de financement, de droits d'exploitation ainsi que les dispositions générales concernant la valeur à l'égard des accords signés au préalable.

« La construction d'un canal interocéanique était nécessaire pour le développement du commerce international. Le pays a étudié divers projets et a mis en place plusieurs traités pour le faire passer par l'isthme de Panama. La dernière négociation a été faite avec les États-Unis d'Amérique du Nord, qui voyaient la zone comme une chance commerciale mais également comme une situation géopolitique stratégique. L'accord a été proposé dans le traité Herrán-Hay qui a été rejeté par le Congrès colombien en 1903. »

— Antonio José Uribe. Ministre des Affaires Etrangères, 1901, Colombie.
Le traité octroyait aux États-Unis un bail renouvelable de 100 ans sur une bande de six milles de large à travers l'isthme de Panama (qui faisait alors partie de la Colombie) pour 10 millions de dollars plus un paiement annuel de 250 000 dollars, les deux paiements étant en pièces d'or. 
Le traité fut ratifié par le Sénat des États-Unis le 14 mars 1903, mais fut rejeté par le Sénat de Colombie.
Herrán avait en fait négocié le traité avec peu d'appuis au niveau gouvernemental ou législatif.  De nombreux politiques colombiens trouvèrent en particulier que le montant offert était insuffisant, étant donné que les États-Unis étaient prêts à payer 40 millions de dollars pour la New Panama Canal Company et son équipement de construction.
De son côté, le gouvernement des États-Unis n'était pas disposé à renégocier le traité avec la Colombie ou à modifier les montants. 
La guerre civile des mille jours venait de se terminer en Colombie par la défaite des libéraux, mais ceux-ci étaient puissants dans le département du Panama, et ils proposèrent un soutien au canal américain en échange d'un soutien a leur projet de soulèvement indépendantiste planifié.
Avec la protection américaine, le Panama proclama son indépendance en novembre 1903. Les autorisations pour la construction du canal de Panama furent rapidement accordées. Le canal sera inauguré le 15 août 1914.

## Antécédents
À la fin de la première moitié du XIXe siècle, selon l'internationaliste cubain Raúl de Cárdenas, les États-Unis, grâce aux acquisitions successives de la Louisiane en 1803, de la Floride en 1819 et du Texas en 1845, restaient les propriétaires de toute la côte Nord du golfe du Mexique, occupant l'ancien emplacement privilégié de l’Espagne dans, ce qui serait ensuite appelée, la Méditerranée américaine. Cependant, la domination de la région était partagée avec la Grande-Bretagne qui était propriétaire des Bahamas, des petites Antilles, de la Jamaïque, et d'une partie du plateau des Guyanes, de Belice et de la Côte des Mosquitos.
Bien qu'il n'y eut aucun motif de rivalité immédiat, la construction d'un canal qui accélérerait le transit entre l'océan Atlantique et le Pacifique, idée presque conçue depuis la découverte de ce dernier, était une entreprise qui ferait affronter les deux puissances tôt ou tard.
Pour ce qui était de la Nouvelle-Grenade, ne considérant pas la déclaration de la doctrine Monroe de 1823 d'une grande garantie, elle continuait à avoir peur de l'Angleterre à cause de la prise des Îles Malouines à l'Argentine en 1770, et de la plus récente appropriation de la Côte des Mosquitos, effectuée par Sir Gregor MacGregos, qui la nomma, en 1824, “Namville Neustrie”. De plus, en 1825, les Anglais prirent le pouvoir sur la population de Bocas del Toro, implantant leur souveraineté sur une partie actuelle des terres panaméennes et établit par la suite des fabriques à la porte de San Juan del Norte et de Costa Nicaragüense.
En raison de l'importance stratégique du golfe de Darién, la Nouvelle-Grenade, en 1822 et 1826, commença à recevoir des offres pour construire un canal interocéanique à travers Panamá, mais aucune d'elles ne prospéra dû aux convictions de Bogotá, qui considérait que la route devrait être construite avec ses propres ressources et administrée par des autorités locales.
Accidentellement, en 1835, quand le brigantin Beagle à l'expédition au caractère scientifique commandé par le capitaine anglais Henslow, dont l’équipage contenait Charles Darwin, arriva à l'archipel des Perles, les Grenadins, à qui on eut dit qu'il était contre les Anglais, envoyèrent une garnison pour garder les îles, ce qui fit retarder la visite des anglo-saxons.
Le 3 mars 1835, on donna le pouvoir au président des États-Unis pour négocier avec l’Amérique centrale et la Nouvelle-Grenade concernant une route qui ouvrirait le transit atlantico-pacifique, dans l'esprit d'une navigation universelle de la part de toutes les nations, stipulant un péage raisonnable, pour rémunérer les compagnies privées qui entreprendraient la construction des infrastructures nécessaires à cela. C'est de cette manière que le colonel Charles Beagle fut choisi par le président d'alors, Andrew Jackson, pour étudier la route de Nicaragua, mais finalement il obtint une concession, auparavant octroyée au baron Charles de Thierry, pour effectuer une connexion ferroviaire par la route de Darién (isthme de Panama), en négociations avec Bogotá. Cependant, Beagle mourut avant d'entreprendre le projet.
Par une résolution similaire, en 1839, le président Martin Van Buren désigna John L. Stephens, avec une mission semblable à celle de la Beagle, lui présentant la route à travers le Río San Juan et le lac de Nicaragua comme étant optimale pour un canal interocéanique, avec un coût estimé à 25 000 000 US$ de l'époque : ainsi, seule la route de Nicaragua et celle de Panama rendaient le projet valide. Cette décision, ajoutée à la ruée ver l'or en Californie, au milieu du siècle, ainsi qu'à la vague d'émigrants cherchant des routes sûres pour atteindre le Pacifique, donna lieu à une rivalité éternelle entre Panama et Nicaragua.
Étant donné les actions prises par la Grande-Bretagne qui faisaient preuve de sa politique expansionniste dans la zone ainsi que le sentiment d'impuissance pour la neutraliser, lorsque le gouvernement américain invita la Colombie pour célébrer un Traité de Paix Navigation et Commerce, cette dernière le considéra tout à fait opportun. La Colombie avait pour intention de garantir la souveraineté continue de l'isthme en le sauvegardant de la prédominance française et des ambitions britanniques.
Après la gestion infructueuse de la diplomatie américaine, un traité fut finalement signé, en 1846, par le chargé d'affaires de Bogotá, Benjamin A. Bidlack et le secrétaire des relations étrangères de la Nouvelle-Grenade, Manuel María Mallarino. Ce traité exprimait l'intention de lancer la construction d'un futur canal avec des droits de navigation égaux entre les citoyens grenadins et américains. Il garantissait également la souveraineté de la Nouvelle-Grenade sur son territoire. Le 10 juin 1848, lorsque l'échange du traité de Bogota fut effectué à Washington, plusieurs grandes puissances protestèrent, y compris la Grande-Bretagne qui réclamait des droits sur le Nicaragua.
Cependant, la vigueur de la doctrine Monroe fut enfreinte. Ignorant le fait que la récente occupation de l'île Tigre par les britanniques était le point final d'une possible voie pour le canal et allant à l'encontre de l'indignation populaire américaine croissante, le général Taylor signa finalement avec la Grande-Bretagne, le Traité Clayton–Bulwer. Ratifié en juillet 1850, il suscitera une controverse acharnée durant les plusieurs décennies qui suivront. Pour beaucoup, l'accord légitimait le statu quo qui existait en se référant aux appropriations britanniques en Amérique centrale.
Le Consortium « Panama Railroad Company », sur une base d'exclusivité vis-à-vis de la Colombie, entama la construction de la voie ferrée à travers l'isthme de Panama en mai 1850. Il stipula une durée d'opérations de la part de la corporation de quarante-neuf ans à partir de la date d'achèvement des travaux, qui se conclura en janvier 1855. Cette voie ferrée serait le précurseur du canal puisqu'il ouvrirait une partie de forêt vierge et permettrait ainsi aux deux océans de communiquer.
Dans son œuvre, Le Chemin de fer de Panama et son histoire, le professeur Ernesto Castillero Pimental affirme :
« L'histoire du chemin de fer de Panama est intimement liée à celle du Canal interocéanique; son ouverture fut en effet un élément très puissant. Les intérêts qui ont rendu nécessaire les travaux de l'un sont ceux qui détermineront les travaux de l'autre. »
Plus tard, les États-Unis assureront aussi leurs droits sur le trajet de l'isthme du Nicaragua par le biais du traité Ayon-Dickinson, signé avec ce dernier le 21 juin 1867.
D'un autre côté, bien qu'aucun article du traité Mallarino-Bidlack n'impliquait le droit de faire débarquer des troupes américaines sur le territoire de l'isthme sans prévenir auparavant, et encore moins si ces mêmes troupes avaient pour but d'effectuer des manœuvres militaires ou de réaliser d'autres opérations, à cause de leur interprétation de l'article 35 et de la vigueur de celui-là, les États-Unis ont réalisé des interventions militaires pendant les 50 années qui suivirent. Ces interventions avaient pour but de faire régner l'ordre et furent effectuées quinze fois, les plus critiques étant celles de 1856, provoquée par « l'incident de la tranche de pastèque » et celle de 1862, durant laquelle, sur demande du gouverneur du Panama, on empêcha l'entrée du général Tomás Cipriano de Mosquera lors d'une mission officielle au Panama.
La circulation des troupes américaines sur le territoire du Panama ainsi que le trafic d'armes effectué par la Compagnie du Chemin de Fer Trans-Isthmique en collaboration avec les compagnies de navigation américaines, soi-disant uniquement vouées au transport de passagers et de courrier, est devenu une nouvelle source permanente de conflits et de contradictions. Ce sera l'un des éléments qui intensifieront l'instabilité politique, sociale et économique en Colombie durant les décennies qui suivront.
Le 26 janvier 1870, les États-Unis de Colombie et les États-Unis d'Amérique du Nord ont signé le traité « Arosemena, Sánchez-Hurlbut » dans lequel la Colombie accorde un plan de trois ans aux États-Unis pour étudier le terrain de l'isthme. Elle accorde également cinq ans pour commencer les travaux et quinze pour terminer le canal en cédant deux cents hectares de terre dépeuplées aux États-Unis.  La mise en application du traité fut décrétée à partir de la date d'échange de ratifications. Ce traité ne fut jamais remis au Congrès des États-Unis pour demander son approbation.
En 1878, la Colombie accepta une proposition faite par Lucien Napoléon Bonaparte-Wyse au nom de la Société Civile du Canal Interocéanique d'origine française, pour construire la route par l'isthme de Panama. Plus tard, la prérogative fut acquise par le comte Ferdinand de Lesseps, créant la Compagnie universelle du canal interocéanique de Panama qui éventuellement, et pour minimiser les coûts, racheta la « Panama Railway Company » et entreprit les travaux en 1883.
Malgré le fait que les droits d'entreprise des travaux compensés par la garantie de souveraineté des États-Unis, ils avaient déjà ratifié le protocole du 22 février 1879,